# ستاری تارگ
ستاری تارگ (به لهستانی:  Stary Targ) یک روستا در لهستان است که در گمینا ستار تارگ واقع شده‌است. ستاری تارگ ۱٬۰۰۰ نفر جمعیت دارد.